# ビェルン・ルクマンス
ビェルン・ルクマンス（Björn Leukemans、1977年7月1日 - ）は、ベルギー、ドゥルヌ出身の元自転車競技（ロードレース）選手。

## 来歴
2005年、ダヴィタモン・ロット（現 ロット・ソウダル）に移籍。
- アムステルゴールドレース 7位

2007年
- パリ〜ルーベ 4位
- 9月26日に行なわれた世界選手権・個人ロードレースで13位に入ったが、11月、同レース終了後に採取された尿よりテストステロン陽性が発覚[1]。12月にはBサンプルでも同様の結果が出たことにより、2008年1月、2年間の出場停止処分を受ける[2]。なお、期間は後に1年間に短縮された。

2009年、ヴァカンソレイユ（現 ヴァカンソレイユ・DCM）に加入。
- ロンド・ファン・フラーンデレン 8位

2010年
- ドライヴェンクルス・オヴェライス 優勝
- ロンド・ファン・フラーンデレン 4位
- パリ〜ルーベ 6位
- 世界選手権・個人ロードレース 20位

2011年
- ブラバントス・パイル 2位
- アムステルゴールドレース 7位
- ロンド・ファン・フラーンデレン 7位
- リエージュ〜バストーニュ〜リエージュ 9位
- ツール・ド・ベルギー 総合3位
- ツール・デュ・リムザン 総合優勝
- ドライヴェンクルス・オヴェライス 2連覇
- グランプリ・シクリスト・ド・ケベック 6位

2012年
- グランプリ・シクリスト・ド・モンレアル 6位
- ドライヴェンクルス・オヴェライス 3連覇

2013年
- ブラバントス・パイル 3位
- アムステルゴールドレース 7位